# Enceinte romaine de Venasque
L'enceinte romaine de Venasque est une construction datée du IVe siècle, situé à Venasque dans le département français de Vaucluse.

## Historique
Naturellement protégée de par sa position sur un éperon rocheux, la cité ne pouvait subir d'assauts que dans sa partie sud-est. Pour pallier cela, à la fin du IIIe siècle, les romains construisent une muraille sur l'emplacement d'un mur plus modeste. La muraille est consolidée à la fin du IVe siècle et lors de la période mérovingienne lorsque l'évêché fut transféré à Venasque,.
L'enceinte est classée au titre des monuments historiques par arrêté du 15 mars 1892. Dans les années qui suivent, la porte est restaurée à tort à la manière d'une entrée de château par les services des monuments historiques.

## Description
Le rempart en grand appareil est rythmé par trois tours semi-circulaires. 